# Francesc Candela
Francesc « Paco » Candela i Escrivà, né à Gandia le 22 décembre 1937 et mort dans la même ville le 13 septembre 2012, est un avocat et homme politique espagnol, figure historique du nationalisme valencien dans la comarque de La Safor.

## Biographie
Né à Gandia en 1937, il étudie à l'école des piaristes de sa ville natale.
Il participe à l’Aula Ausiàs March, initiative d'enseignement du valencien lancée en 1959.
Il obtient une licence en Droit à l'université de Valence en 1962. Il devient un avocat de renom dans la comarque de La Safor,. Tout au long de sa carrière, il se distingue notamment en tant que défenseur juridique des droits des travailleurs et des indépendantistes faisant l'objet de représailles judiciaires, comme lors du procès en juin 1982 de militants du PSAN (dont Josep Guia) pour avoir collé des affiches contre le gouverneur civil de Valence José María Fernández del Río.
Il est l'une des figures de l'activisme pancatalaniste au Pays valencien durant le franquisme. Ainsi, il est l'un des fondateurs de Nova Germania (ca), qui constitue l'un des premiers avatars du valencianisme politique de gauche,, puis dans le Partit Socialista Valencià,. En 1974, il contribue à l'implantation du PSAN au Pays valencien, parti dans les rangs duquel il milite pratiquement jusqu'à la fin de sa vie,,. Avec son compagnon de parti Josep Guia et d'autres comme Ernest Lluch, en 1975 il fait partie du groupe dit des  « 10 d'Alaquàs », détenus par les autorités à la suite d'une réunion pour la démocratie et l'instauration d'un gouvernement régional autonome tenue dans la localité valencienne d'Alaquàs et accusés du délit d'« association illicite »,,.
En 1979, il est élu conseiller municipal à Gandia lors des premières élections démocratiques avec Cebrià Molinero, sur la liste d'Esquerra Unida de Gandia (es), parti nationaliste de gauche local,. Plus tard il participe à la fondation d'Unitat del Poble Valencià (UPV), un parti dans les rangs duquel il se présente au scrutin suivant, en 1983, avec succès. Lors de ses mandats de conseiller, de grands changements progressistes sont réalisés sous son impulsion, comme les plans de récupération du patrimoine historique ou le Plan général d'urbanisme en 1983, qui contraste avec la désorganisation urbaine qui avait caractérisé la dernière étape du régime franquiste à Gandia,. En 1986, à quelques mois de la fin de la deuxième législature démocratique, Candela passe le relai à Bernat Rodríguez et se retire de la politique municipale,. Au cours des années 1980, il participe au Moviment de Defensa de la Terra (en) et à Catalunya Lliure (en).
Il meurt à Gandia le 13 septembre 2012 d'un cancer. Ses funérailles ont lieu à la maison funéraire Mondúber avec une cérémonie civile. Le conseil municipal de Gandia, réuni en séance plénière, observe une minute de silence en sa mémoire,. Le 28 octobre 2012, un hommage lui est rendu lors de l'aplec del Puig (ca) (rassemblement nationaliste traditionnel).
En 2013, la journaliste et écrivaine indépendantiste Núria Cadenes (es) dédicace son livre Josep Guia, l'independentisme complet à Francesc Candela.